# Mercedes-Benz C219
Mercedes-Benz C219 (eller Mercedes-Benz CLS-klass) är en lyxbil tillverkad av den tyska biltillverkaren Mercedes-Benz mellan 2004 och 2010.
Bilen är baserad på E-klassen, men är bland annat 152 mm längre. 
Versioner:
| Modell     | Årsmodell | Motor                     | Cylindervolym | Effekt | Bränslesystem                  |
| ---------- | --------- | ------------------------- | ------------- | ------ | ------------------------------ |
| CLS320 CDI | 2005-09   | OM642: 6-cyl V-motor DOHC | 2987 cm³      | 224 hk | Common rail turbodiesel        |
| CLS350     | 2005      | M272: 6-cyl V-motor DOHC  | 3498 cm³      | 272 hk | Bränsleinsprutning             |
| CLS500     | 2005      | M113: 8-cyl V-motor SOHC  | 4966 cm³      | 306 hk | Bränsleinsprutning             |
| CLS55 AMG  | 2005      | M113: 8-cyl V-motor SOHC  | 5439 cm³      | 476 hk | Bränsleinsprutning, kompressor |
| CLS350 CGI | 2006-10   | M272: 6-cyl V-motor DOHC  | 3498 cm³      | 292 hk | Direktinsprutning              |
| CLS500     | 2006-10   | M273: 8-cyl V-motor DOHC  | 5461 cm³      | 388 hk | Bränsleinsprutning             |
| CLS63 AMG  | 2006-10   | M156: 8-cyl V-motor DOHC  | 6208 cm³      | 514 hk | Bränsleinsprutning             |
| CLS280     | 2009      | M272: 6-cyl V-motor DOHC  | 2996 cm³      | 231 hk | Bränsleinsprutning             |
| CLS300     | 2010      | M272: 6-cyl V-motor DOHC  | 2996 cm³      | 231 hk | Bränsleinsprutning             |
| CLS350 CDI | 2010      | OM642: 6-cyl V-motor DOHC | 2987 cm³      | 224 hk | Common rail turbodiesel        |